# Seznam utkání Vítkovic v play off české hokejové extraligy
Toto je seznam zápasů Vítkovic v play off české hokejové extraligy .

## Vítkovice
| Vítkovice versus | S  | Předkolo                            | Čtvrtfinále                                                             | Semifinále                          | Finále            | V  | P   |
| ---------------- | -- | ----------------------------------- | ----------------------------------------------------------------------- | ----------------------------------- | ----------------- | -- | --- |
| Třinec           | 5  |                                     | 2002/2003 (2 : 4) 2018/2019 (0 : 4) 2021/2022 (0 : 4)                   | 1997/1998 (2 : 3)                   | 2010/2011 (1 : 4) | 5  | 19  |
| Hradec Králové   | 0  |                                     |                                                                         |                                     |                   | 0  | 0   |
| Chomutov         | 0  |                                     |                                                                         |                                     |                   | 0  | 0   |
| Liberec          | 2  | 2008/2009 (3 : 0) 2013/2014 (3 : 0) |                                                                         |                                     |                   | 6  | 0   |
| Litvínov         | 1  |                                     | 1997/1998 (3 : 1)                                                       |                                     |                   | 3  | 1   |
| Mladá Boleslav   | 0  |                                     |                                                                         |                                     |                   | 0  | 0   |
| Olomouc          | 1  | 2021/2022 (3 : 2)                   |                                                                         |                                     |                   | 3  | 2   |
| Pardubice        | 6  | 2014/2015 (1 : 3)                   | 1993/1994 (2 : 3) 2000/2001 (4 : 3) 2011/2012 (3 : 4)                   | 2010/2011 (4 : 1)                   | 2009/2010 (0 : 4) | 14 | 18  |
| Plzeň            | 2  | 2016/2017 (2 : 3)                   | 2001/2002 (4 : 2)                                                       |                                     |                   | 6  | 5   |
| Sparta Praha     | 7  |                                     | 2003/2004 (2 : 4) 2004/2005 (4 : 1) 2009/2010 (4 : 3) 2013/2014 (1 : 4) | 1996/1997 (3 : 0) 2000/2001 (0 : 3) | 2001/2002 (1 : 3) | 15 | 18  |
| Brno             | 2  | 2020/2021 (2 : 3)                   | 2017/2018 (0 : 4)                                                       |                                     |                   | 2  | 7   |
| Zlín             | 3  |                                     | 2012/2013 (2 : 4)                                                       | 2001/2002 (3 : 1) 2004/2005 (3 : 4) |                   | 8  | 9   |
| Jihlava          | 0  |                                     |                                                                         |                                     |                   | 0  | 0   |
| České Budějovice | 2  | 2012/2013 (3 : 2)                   | 2010/2011 (4 : 2)                                                       |                                     |                   | 7  | 4   |
| Karlovy Vary     | 0  |                                     |                                                                         |                                     |                   | 0  | 0   |
| Kladno           | 2  | 1995/1996 (1 : 3)                   | 1996/1997 (3 : 0)                                                       |                                     |                   | 4  | 3   |
| Slavia Praha     | 2  |                                     | 2008/2009 (3 : 4)                                                       | 2009/2010 (4 : 1)                   |                   | 7  | 5   |
| Vsetín           | 2  |                                     | 1998/1999 (1 : 3)                                                       |                                     | 1996/1997 (0 : 3) | 1  | 6   |
| Znojmo           | 1  |                                     | 2005/2006 (2 : 4)                                                       |                                     |                   | 2  | 4   |
| Celkem           | 38 |                                     |                                                                         |                                     |                   | 83 | 101 |

## Vítkovice - Třinec
| Číslo | Sezona    | Utkání      | Domácí    | Výsledek        | Hosté     | Třetiny           |
| --- | --------- | ----------- | --------- | --------------- | --------- | ----------------- |
| 01. | 1997/1998 | semifinále  | Vítkovice | 6 : 5 Report    | Třinec    | (3:3 , 2:1 , 1:1) |
| Branky Vítkovic 08:03 Alexander Prokopjev, 13:54 Aleš Krátoška, 15:54 Libor Polášek, 25:01 Alexander Čerbajev, 35:20 David Moravec, 49:25 Roman Šimíček |           |             |           |                 |           |                   |
| 02. | 1997/1998 | semifinále  | Vítkovice | 0 : 4 Report    | Třinec    | (0:3 , 0:1 , 0:0) |
| Branky Vítkovic nikdo |           |             |           |                 |           |                   |
| 03. | 1997/1998 | semifinále  | Třinec    | 3 : 1 Report    | Vítkovice | (0:0 , 2:0 , 1:1) |
| Branky Vítkovic 46:29 David Moravec |           |             |           |                 |           |                   |
| 04. | 1997/1998 | semifinále  | Třinec    | 1 : 4 Report    | Vítkovice | (1:2 , 0:2 , 0:0) |
| Branky Vítkovic 10:01 David Moravec, 10:17 Libor Polášek, 24:48 Roman Šimíček, 30:00 Dmitrij Jerofejev                                                  |           |             |           |                 |           |                   |
| 05. | 1997/1998 | semifinále  | Vítkovice | 1 : 4 Report    | Třinec    | (0:0 , 1:2 , 0:2) |
| Branky Vítkovic 30:12 David Moravec |           |             |           |                 |           |                   |
| |           |             |           |                 |           |                   |
| 06. | 2002/2003 | čtvrtfinále | Třinec    | 3 : 2 Report    | Vítkovice | (0:0 , 1:0 , 2:2) |
| Branky Vítkovic 49:42 Radek Philipp, 51:39 Roman Kaděra                                                                                                 |           |             |           |                 |           |                   |
| 07. | 2002/2003 | čtvrtfinále | Třinec    | 1 : 2 Report    | Vítkovice | (0:1 , 1:1 , 0:0) |
| Branky Vítkovic 08:03 David Moravec, 38:11 David Moravec                                                                                                |           |             |           |                 |           |                   |
| 08. | 2002/2003 | čtvrtfinále | Vítkovice | 1 : 0 SN Report | Třinec    | (0:0 , 0:0 , 0:0) |
| Branky Vítkovic rozhodující SN Jiří Burger |           |             |           |                 |           |                   |
| 09. | 2002/2003 | čtvrtfinále | Vítkovice | 0 : 7 Report    | Třinec    | (0:2 , 0:3 , 0:2) |
| Branky Vítkovic nikdo |           |             |           |                 |           |                   |
| 10. | 2002/2003 | čtvrtfinále | Třinec    | 1 : 0 Report    | Vítkovice | (0:0 , 0:0 , 1:0) |
| Branky Vítkovic nikdo |           |             |           |                 |           |                   |
| 11. | 2002/2003 | čtvrtfinále | Vítkovice | 2 : 6 Report    | Třinec    | (1:3 , 1:1 , 0:2) |
| Branky Vítkovic 01:07 Petr Hubáček, 28:55 Marek Černošek                                                                                                |           |             |           |                 |           |                   |
| |           |             |           |                 |           |                   |
| 12. | 2010/2011 | finále      | Třinec    | 5 : 2 Report    | Vítkovice | (1:0 , 2:1 , 2:1) |
| Branky Vítkovic 20:12 Roman Szturc, 24:46 Roman Tomas                                                                                                   |           |             |           |                 |           |                   |
| 13. | 2010/2011 | finále      | Třinec    | 2 : 0 Report    | Vítkovice | (0:0 , 0:0 , 2:0) |
| Branky Vítkovic nikdo |           |             |           |                 |           |                   |
| 14. | 2010/2011 | finále      | Vítkovice | 1 : 4 Report    | Třinec    | (1:1 , 0:2 , 0:1) |
| Branky Vítkovic 10:24 Petr Vrána |           |             |           |                 |           |                   |
| 15. | 2010/2011 | finále      | Vítkovice | 5 : 4 SN Report | Třinec    | (2:2 , 1:0 , 1:2) |
| Branky Vítkovic 06:18 Juraj Sýkora, 18:45 Petr Vrána, 34:39 Peter Húževka, 59:30 Lukáš Klimek, rozhodující SN Ondrej Šedivý                             |           |             |           |                 |           |                   |
| 16. | 2010/2011 | finále      | Třinec    | 5 : 1 Report    | Vítkovice | (2:1 , 2 0 , 1:0) |
| Branky Vítkovic 02:12 Ctirad Ovčačík |           |             |           |                 |           |                   |
| |           |             |           |                 |           |                   |
| 17. | 2018/2019 | čtvrtfinále | Třinec    | 3 : 2 Report    | Vítkovice | (1:0, 1:1, 1:1)   |
| Branky Vítkovic 32:39 Radoslav Tybor, 55:15 Radoslav Tybor                                                                                              |           |             |           |                 |           |                   |
| 18. | 2018/2019 | čtvrtfinále | Třinec    | 3 : 0 Report    | Vítkovice | (1:0, 1:0, 1:0)   |
| Branky Vítkovic nikdo |           |             |           |                 |           |                   |
| 19. | 2018/2019 | čtvrtfinále | Vítkovice | 1 : 2 Report    | Třinec    | (0:0, 0:1, 1:1)   |
| Branky Vítkovic 59:38 Šimon Stránský |           |             |           |                 |           |                   |
| 20. | 2018/2019 | čtvrtfinále | Vítkovice | 2 : 5 Report    | Třinec    | (1:3, 1:0, 0:2)   |
| Branky Vítkovic 02:44 Šimon Stránský, 26:20 Jan Schleiss                                                                                                |           |             |           |                 |           |                   |
| 21. | 2021/2022 | čtvrtfinále | Třinec    | 3 : 0 Report    | Vítkovice | (0:0, 2:0, 1:0)   |
| Branky Vítkovic nikdo |           |             |           |                 |           |                   |
| 22. | 2021/2022 | čtvrtfinále | Třinec    | 2 : 1 Report    | Vítkovice | (0:0, 1:0, 1:1)   |
| Branky Vítkovic 49:05 Robert Flick |           |             |           |                 |           |                   |
| 23. | 2021/2022 | čtvrtfinále | Vítkovice | 1 : 2 Report    | Třinec    | (0:0, 1:1, 0:1)   |
| Branky Vítkovic 34:19 Jan Bernovský |           |             |           |                 |           |                   |
| 24. | 2021/2022 | čtvrtfinále | Vítkovice | 1 : 2 Report    | Třinec    | (1:0, 0:2, 0:0)   |
| Branky Vítkovic 12:39 Ruslan Pedan |           |             |           |                 |           |                   |
| |           |             |           |                 |           |                   |
| Vítkovice 5x utkání vyhrál, 19x utkánní prohrál Vítkovice 0x sérii vyhrál, 5x sérii prohrál                                                             |           |             |           |                 |           |                   |

## Vítkovice - Sparta
| Číslo | Sezona    | Utkání      | Domácí       | Výsledek        | Hosté        | Třetiny         |
| --- | --------- | ----------- | ------------ | --------------- | ------------ | --------------- |
| 01. | 1996/1997 | semifinále  | Sparta       | 2 : 6 Report    | Vítkovice    | (1:3, 1:1, 0:2) |
| Branky Vítkovic 11:54 Ivan Prorok, 14:23 Jiří Jonák, 15:43 Tomáš Chlubna, 31:45 Luděk Krayzel, 43:40 David Moravec, 47:41 Luděk Krayzel     |           |             |              |                 |              |                 |
| 02. | 1996/1997 | semifinále  | Sparta       | 2 : 3 PP Report | Vítkovice    | (0:0, 1:0, 1:2) |
| Branky Vítkovic 45:22 Roman Šimíček, 54:36 Roman Šimíček, v prodloužení 65:40 Vítězslav Škuta                                               |           |             |              |                 |              |                 |
| 03. | 1996/1997 | semifinále  | Vítkovice    | 4 : 2 Report    | Sparta       | (1:1, 1:0, 2:1) |
| Branky Vítkovic 09:11 Dmitrij Jerofejev, 30:35 Aleš Tomášek, 43:30 Roman Šimíček, 45:57 Tomáš Chlubna                                       |           |             |              |                 |              |                 |
| |           |             |              |                 |              |                 |
| 04. | 2000/2001 | semifinále  | Sparta       | 3 : 2 Report    | Vítkovice    | (0:1, 2:1, 1:0) |
| Branky Vítkovic 04:18 Martin Procházka, 23:38 Roman Kaděra                                                                                  |           |             |              |                 |              |                 |
| 05. | 2000/2001 | semifinále  | Sparta       | 3 : 1 Report    | Vítkovice    | (1:0, 2:0, 0:1) |
| Branky Vítkovic 42:34 Lukáš Galvas |           |             |              |                 |              |                 |
| 06. | 2000/2001 | semifinále  | Vítkovice    | 2 : 3 Report    | Sparta       | (1:1, 0:0, 1:2) |
| Branky Vítkovic 02:21 David Moravec, 23:04 Dmitrij Jerofejev                                                                                |           |             |              |                 |              |                 |
| |           |             |              |                 |              |                 |
| 07. | 2001/2002 | finále      | Sparta       | 2 : 3 Report    | Vítkovice    | (2:0, 0:2, 0:1) |
| Branky Vítkovic 39:08 Leoš Čermák, 39:49 Jiří Burger, 49:19 Lukáš Chmelíř                                                                   |           |             |              |                 |              |                 |
| 08. | 2001/2002 | finále      | Vítkovice    | 2 : 3 Report    | Sparta       | (0:1, 1:1, 1:1) |
| Branky Vítkovic 39:39 David Moravec, 46:59 Roman Kaděra                                                                                     |           |             |              |                 |              |                 |
| 09. | 2001/2002 | finále      | Sparta       | 7 : 0 Report    | Vítkovice    | (4:0, 1:0, 2:0) |
| Branky Vítkovic nikdo |           |             |              |                 |              |                 |
| 10. | 2001/2002 | finále      | Vítkovice    | 1 : 4 Report    | Sparta       | (1:2, 0:1, 0:1) |
| Branky Vítkovic 19:14 Leoš Čermák |           |             |              |                 |              |                 |
| |           |             |              |                 |              |                 |
| 11. | 2003/2004 | čtvrtfinále | Sparta       | 3 : 2 PP Report | Vítkovice    | (0:0, 1:1, 1:1) |
| Branky Vítkovic 34:21 Filip Turek, 46:36 Martin Tomášek                                                                                     |           |             |              |                 |              |                 |
| 12. | 2003/2004 | čtvrtfinále | Sparta       | 3 : 0 Report    | Vítkovice    | (0:0, 2:0, 1:0) |
| Branky Vítkovic nikdo |           |             |              |                 |              |                 |
| 13. | 2003/2004 | čtvrtfinále | Vítkovice    | 5 : 0 Report    | Sparta       | (1:0, 3:0, 1:0) |
| Branky Vítkovic 04:02 Rostislav Olesz, 22:38 Zbyněk Irgl, 27:41 Rostislav Olesz, 32:02 Jiří Burger, 48:41 Luděk Krayzel                     |           |             |              |                 |              |                 |
| 14. | 2003/2004 | čtvrtfinále | Vítkovice    | 6 : 2 Report    | Sparta       | (1:0, 3:0, 2:2) |
| Branky Vítkovic 03:56 Luděk Krayzel, 23:02 Luděk Krayzel, 24:31 Petr Míka, 32:26 Petr Hubáček, 53:19 Martin Tomášek, 55:12 Petr Míka        |           |             |              |                 |              |                 |
| 15. | 2003/2004 | čtvrtfinále | Sparta       | 6 : 1 Report    | Vítkovice    | (1:0, 0:0, 5:1) |
| Branky Vítkovic 55:23 Jakub Hulva |           |             |              |                 |              |                 |
| 16. | 2003/2004 | čtvrtfinále | Vítkovice    | 1 : 4 Report    | Sparta       | (1:1, 0:1, 0:2) |
| Branky Vítkovic 00:20 Petr Míka |           |             |              |                 |              |                 |
| |           |             |              |                 |              |                 |
| 17. | 2004/2005 | čtvrtfinále | Sparta       | 1 : 5 Report    | Vítkovice    | (0:3, 1:0, 0:2) |
| Branky Vítkovic 01:43 Jiří Burger, 07:49 Vladimír Vůjtek, 09:30 Vladimír Vůjtek, 45:44 Radek Procházka, 55:35 Lukáš Krenželok               |           |             |              |                 |              |                 |
| 18. | 2004/2005 | čtvrtfinále | Sparta       | 5 : 4 Report    | Vítkovice    | (2:1, 2:1, 1:2) |
| Branky Vítkovic 17:58 Jiří Burger, 24:53 Jan Dresler, 47:56 Pavel Kubina, 55:28 Lukáš Krenželok                                             |           |             |              |                 |              |                 |
| 19. | 2004/2005 | čtvrtfinále | Vítkovice    | 3 : 1 Report    | Sparta       | (0:0, 1:1, 2:0) |
| Branky Vítkovic 27:02 Juraj Štefanka, 49:37 Pavel Kubina, 59:53 Roman Šimíček                                                               |           |             |              |                 |              |                 |
| 20. | 2004/2005 | čtvrtfinále | Vítkovice    | 3 : 2 Report    | Sparta       | (1:0, 1:0, 1:2) |
| Branky Vítkovic 03:42 Marek Černošek, 38:11 Jan Peterek, 56:07 Václav Varaďa                                                                |           |             |              |                 |              |                 |
| 21. | 2004/2005 | čtvrtfinále | Sparta       | 4 : 6 Report    | Vítkovice    | (0:2, 2:2, 2:2) |
| Branky Vítkovic 06:58 Juraj Štefanka, 09:50 Juraj Štefanka, 22:00 Ivan Padělek, 35:01 Vladimír Vůjtek, 42:15 Jiří Burger, 59:22 Jiří Burger |           |             |              |                 |              |                 |
| |           |             |              |                 |              |                 |
| 22. | 2009/2010 | čtvrtfinále | Vítkovice    | 4 : 1 Report    | Sparta       | (2:0, 0:0, 2:1) |
| Branky Vítkovic hertik 14:32 Radim Hruška, 15:45 Jiří Burger, 52:02 Radim Hruška, 53:55 Radim Hruška                                        |           |             |              |                 |              |                 |
| 23. | 2009/2010 | čtvrtfinále | Vítkovice    | 0 : 2 Report    | Sparta       | (0:0, 0:1, 0:1) |
| Branky Vítkovic nikdo |           |             |              |                 |              |                 |
| 24. | 2009/2010 | čtvrtfinále | Sparta       | 5 : 2 Report    | Vítkovice    | (0:0, 4:1, 1:1) |
| Branky Vítkovic 27:29 Yorick Treille, 45:54 Pavel Selinger                                                                                  |           |             |              |                 |              |                 |
| 25. | 2009/2010 | čtvrtfinále | Sparta       | 1 : 4 Report    | Vítkovice    | (0:1, 1:3, 0:0) |
| Branky Vítkovic 10:49 Radim Hruška, 20:22 Lukáš Klimek, 21:09 Marek Kvapil, 24:16 Michal Barinka                                            |           |             |              |                 |              |                 |
| 26. | 2009/2010 | čtvrtfinále | Vítkovice    | 2 : 0 Report    | Sparta       | (0:0, 1:0, 1:0) |
| Branky Vítkovic 21:09 Yorick Treille, 59:09 Juraj Štefanka                                                                                  |           |             |              |                 |              |                 |
| 27. | 2009/2010 | čtvrtfinále | Sparta       | 2 : 1 Report    | Vítkovice    | (0:0, 2:0, 0:1) |
| Branky Vítkovic 52:09 Vladimír Svačina |           |             |              |                 |              |                 |
| 28. | 2009/2010 | čtvrtfinále | Vítkovice    | 3 : 1 Report    | Sparta       | (0:0, 1:0, 2:1) |
| Branky Vítkovic 20:46 Marek Kvapil, 46:30 Marek Kvapil, 47:23 Petr Kuboš                                                                    |           |             |              |                 |              |                 |
| |           |             |              |                 |              |                 |
| 29. | 2013/2014 | čtvrtfinále | Sparta       | 3 : 2 Report    | Vítkovice    | (1:1, 2:0, 0:1) |
| Branky Vítkovic 18:33 Richard Stehlík, 48:17 Vladimír Svačina                                                                               |           |             |              |                 |              |                 |
| 30. | 2013/2014 | čtvrtfinále | Sparta       | 0 : 1 Report    | Vítkovice    | (0:0, 0:0, 0:1) |
| Branky Vítkovic 59:13 Petr Kolouch |           |             |              |                 |              |                 |
| 31. | 2013/2014 | čtvrtfinále | Vítkovice    | 2 : 3 PP Report | Sparta       | (0:0, 0:1, 2:1) |
| Branky Vítkovic 42:04 Lukáš Kovář, 49:16 Jan Káňa                                                                                           |           |             |              |                 |              |                 |
| 32. | 2013/2014 | čtvrtfinále | Vítkovice    | 3 : 5 Report    | Sparta       | (2:2, 0:2, 1:1) |
| Branky Vítkovic 16:11 Erik Němec, 19:14 Roman Szturc, 53:57 Erik Němec                                                                      |           |             |              |                 |              |                 |
| 33. | 2013/2014 | čtvrtfinále | Sparta       | 2 : 1 SN Report | Vítkovice    | (1:0, 0:1, 0:0) |
| Branky Vítkovic 32:45 Tomáš Kudělka |           |             |              |                 |              |                 |
| |           |             |              |                 |              |                 |
| 34. | 2018/2019 | předkolo    | Vítkovice    | 2 : 1 Report    | Sparta Praha | (0:0, 1:0, 1:1) |
| Branky Vítkovic 30:07 Tomáš Guman, 52:27 Radoslav Tybor                                                                                     |           |             |              |                 |              |                 |
| 35. | 2018/2019 | předkolo    | Vítkovice    | 2 : 1 Report    | Sparta Praha | (0:0, 1:1, 1:0) |
| Branky Vítkovic 33:45 David Květoň, 49:52 David Květoň                                                                                      |           |             |              |                 |              |                 |
| 36. | 2018/2019 | předkolo    | Sparta Praha | 4 : 3 Report    | Vítkovice    | (1:1, 2:0, 1:2) |
| Branky Vítkovic 15:18 Radoslav Tybor, 44:56 Jan Schleiss, 53:20 Lukáš Kucsera                                                               |           |             |              |                 |              |                 |
| 37. | 2018/2019 | předkolo    | Sparta Praha | 1 : 5 Report    | Vítkovice    | (0:1, 1:3, 0:1) |
| Branky Vítkovic 36:21 Richard Jarůšek |           |             |              |                 |              |                 |
| |           |             |              |                 |              |                 |
| Sparta Praha 19x utkání vyhrál, 18x utkánní prohrál Sparta Praha 4x sérii vyhrál, 4x sérii prohrál                                          |           |             |              |                 |              |                 |

## Vítkovice - Kladno
| Číslo | Sezona    | Utkání      | Domácí    | Výsledek        | Hosté     | Třetiny         |
| --- | --------- | ----------- | --------- | --------------- | --------- | --------------- |
| 01. | 1995/1996 | předkolo    | Kladno    | 4 : 2 Report    | Vítkovice | (2:0, 0:1, 2:1) |
| Branky Vítkovic 21:30 Tomáš Chlubna, 55:55 Jan Peterek |           |             |           |                 |           |                 |
| 02. | 1995/1996 | předkolo    | Kladno    | 4 : 3 SN Report | Vítkovice | (2:0, 0:1, 1:2) |
| Branky Vítkovic 32:59 Roman Šimíček, 48:14 Jan Peterek, 55:20 Tomáš Chlubna |           |             |           |                 |           |                 |
| 03. | 1995/1996 | předkolo    | Vítkovice | 4 : 0 Report    | Kladno    | (2:0, 0:0, 2:0) |
| Branky Vítkovic 07:34 Daniel Kysela, 18:22 Martin Smeták, 49:07 Tomáš Chlubna, 57:48 Jan Peterek                                                                                       |           |             |           |                 |           |                 |
| 04. | 1995/1996 | předkolo    | Vítkovice | 2 : 3 Report    | Kladno    | (1:1, 1:2, 0:0) |
| Branky Vítkovic 05:42 Roman Šimíček, 37:05 Vladimír Vůjtek |           |             |           |                 |           |                 |
| |           |             |           |                 |           |                 |
| 05. | 1996/1997 | čtvrtfinále | Vítkovice | 6 : 2 Report    | Kladno    | (3:0, 1:2, 2:0) |
| Branky Vítkovic 02:30 Luděk Krayzel, 03:28 Martin Kotásek, 15:53 David Moravec, 33:44 Martin Kotásek, 41:04 Tomáš Chlubna, 49:31 Tomáš Chlubna                                         |           |             |           |                 |           |                 |
| 06. | 1996/1997 | čtvrtfinále | Vítkovice | 3 : 0 Report    | Kladno    | (0:0, 0:0, 3:0) |
| Branky Vítkovic 52:22 Alexander Prokopjev, 55:11 David Moravec, 57:42 Tomáš Chlubna |           |             |           |                 |           |                 |
| 07. | 1996/1997 | čtvrtfinále | Kladno    | 3 : 8 Report    | Vítkovice | (1:3, 2:3, 0:2) |
| Branky Vítkovic 11:32 Martin Kotásek, 17:12 Roman Ryšánek, 17:59 René Ševěček, 27:46 David Moravec, 30:06 David Moravec, 34:42 Roman Ryšánek, 41:39 Roman Ryšánek, 52:15 Luděk Krayzel |           |             |           |                 |           |                 |
| |           |             |           |                 |           |                 |
| Vítkovice 4x utkání vyhrál, 3x utkání prohrál Vítkovice 1x sérii vyhrál, 1x sérii prohrál                                                                                              |           |             |           |                 |           |                 |

## Vítkovice - Vsetín
| Číslo | Sezona    | Utkání      | Domácí    | Výsledek        | Hosté     | Třetiny         |
| --- | --------- | ----------- | --------- | --------------- | --------- | --------------- |
| 01. | 1996/1997 | finále      | Vsetín    | 3 : 1 Report    | Vítkovice | (1:0, 2:1, 0:0) |
| Branky Vítkovic 31:04 Dmitrij Jerofejev                                                                  |           |             |           |                 |           |                 |
| 02. | 1996/1997 | finále      | Vsetín    | 4 : 2 Report    | Vítkovice | (2:0, 1:1, 1:1) |
| Branky Vítkovic 28:22 David Moravec, 45:45 Roman Šimíček                                                 |           |             |           |                 |           |                 |
| 03. | 1996/1997 | finále      | Vítkovice | 0 : 2 Report    | Vsetín    | (0:1, 0:1, 0:0) |
| Branky Vítkovic nikdo                                                                                    |           |             |           |                 |           |                 |
| |           |             |           |                 |           |                 |
| 04. | 1998/1999 | čtvrtfinále | Vsetín    | 4 : 3 SN Report | Vítkovice | (0:2, 2:1, 1:0) |
| Branky Vítkovic 02:44 Alexander Čerbajev, 18:03 Aleš Krátoška, 39:11 Igor Varitski                       |           |             |           |                 |           |                 |
| 05. | 1998/1999 | čtvrtfinále | Vsetín    | 3 : 1 Report    | Vítkovice | (0:0, 3:1, 0:0) |
| Branky Vítkovic 31:30 Petr Jurečka                                                                       |           |             |           |                 |           |                 |
| 06. | 1998/1999 | čtvrtfinále | Vítkovice | 4 : 2 Report    | Vsetín    | (1:0, 2:1, 1:1) |
| Branky Vítkovic 03:21 Igor Varitski, 21:00 Luděk Krayzel, 37:20 Martin Kotásek, 59:45 Alexander Čerbajev |           |             |           |                 |           |                 |
| 07. | 1998/1999 | čtvrtfinále | Vítkovice | 1 : 3 Report    | Vsetín    | (0:0, 1:1, 0:2) |
| Branky Vítkovic 37:52 David Moravec                                                                      |           |             |           |                 |           |                 |
| |           |             |           |                 |           |                 |
| Vítkovice 1x utkání vyhrál, 6x utkání prohrál Vítkovice 0x sérii vyhrál, 2x sérii prohrál                |           |             |           |                 |           |                 |

## Vítkovice - Liberec
| Číslo | Sezona    | Utkání   | Domácí    | Výsledek     | Hosté     | Třetiny         |
| --- | --------- | -------- | --------- | ------------ | --------- | --------------- |
| 01. | 2008/2009 | předkolo | Vítkovice | 3 : 1 Report | Liberec   | (0:1, 2:0, 1:0) |
| Branky Vítkovic 25:46 Petr Jurečka, 28:37 Angel Krstev, 59:19 Petr Hubáček                                                                   |           |          |           |              |           |                 |
| 02. | 2008/2009 | předkolo | Vítkovice | 3 : 0 Report | Liberec   | (1:0, 1:0, 1:0) |
| Branky Vítkovic 13:44 Viktor Ujčík, 33:46 Vladimír Svačina, 42:11 Richard Stehlík                                                            |           |          |           |              |           |                 |
| 03. | 2008/2009 | předkolo | Liberec   | 1 : 3 Report | Vítkovice | (0:1, 1:1, 0:1) |
| Branky Vítkovic 07:21 Jiří Burger, 28:00 Jiří Burger, 45:35 Marek Kvapil                                                                     |           |          |           |              |           |                 |
| |           |          |           |              |           |                 |
| 04. | 2013/2014 | předkolo | Vítkovice | 2 : 0 Report | Liberec   | (1:0, 0:0, 1:0) |
| Branky Vítkovic 02:54 Erik Němec, 59:39 Peter Húževka                                                                                        |           |          |           |              |           |                 |
| 05. | 2013/2014 | předkolo | Vítkovice | 3 : 1 Report | Liberec   | (1:0, 2:1, 0:0) |
| Branky Vítkovic 00:43 Petr Strapáč, 20:21 Petr Strapáč, 34:34 Ondrej Šedivý                                                                  |           |          |           |              |           |                 |
| 06. | 2013/2014 | předkolo | Liberec   | 2 : 6 Report | Vítkovice | (1:2, 1:1, 0:3) |
| Branky Vítkovic 02:01 Michael Vandas, 10:02 Ondrej Šedivý, 38:38 Rudolf Huna, 42:11 Jiří Burger, 55:28 Richard Stehlík, 59:52 Michael Vandas |           |          |           |              |           |                 |
| |           |          |           |              |           |                 |
| Vítkovice 6x utkání vyhrál, 0x utkání prohrál Vítkovice 2x sérii vyhrál, 0x sérii prohrál                                                    |           |          |           |              |           |                 |

## Vítkovice - Pardubice
| Číslo | Sezona    | Utkání      | Domácí    | Výsledek        | Hosté     | Třetiny         |
| --- | --------- | ----------- | --------- | --------------- | --------- | --------------- |
| 01. | 1993/1994 | čtvrtfinále | Vítkovice | 5 : 4 Report    | Pardubice | (0:1, 4:0, 1:3) |
| Branky Vítkovic 24:18 Roman Kaděra, 24:45 Václav Varaďa, 38:01 Jan Peterek, 39:50 Antonín Plánovský, 46:02 Roman Ryšánek                                                          |           |             |           |                 |           |                 |
| 02. | 1993/1994 | čtvrtfinále | Vítkovice | 2 : 5 Report    | Pardubice | (1:1, 1:2, 0:2) |
| Branky Vítkovic 11:45 Aleš Bádal, 24:03 Jan Peterek |           |             |           |                 |           |                 |
| 03. | 1993/1994 | čtvrtfinále | Pardubice | 2 : 1 SN Report | Vítkovice | (1:1, 0:0, 0:0) |
| Branky Vítkovic 00:18 Miloš Holáň |           |             |           |                 |           |                 |
| 04. | 1993/1994 | čtvrtfinále | Pardubice | 4 : 5 PP Report | Vítkovice | (2:3, 2:0, 0:1) |
| Branky Vítkovic 02:23 Oleg Zarok, 03:18 Lumír Kotala, 08:57 Miloš Holáň, 58:42 Pavel Zdráhal, v prodloužení 63:40 Petr Sikora                                                     |           |             |           |                 |           |                 |
| 05. | 1993/1994 | čtvrtfinále | Vítkovice | 1 : 3 Report    | Pardubice | (0:0, 0:1, 1:2) |
| Branky Vítkovic 58:53 Daniel Kysela |           |             |           |                 |           |                 |
| |           |             |           |                 |           |                 |
| 06. | 2000/2001 | čtvrtfinále | Pardubice | 3 : 4 Report    | Vítkovice | (1:1, 1:3, 1:0) |
| Branky Vítkovic 10:29 Ivan Padělek, 29:37 Martin Procházka, 32:48 Pavel Selinger, 37:09 Martin Procházka                                                                          |           |             |           |                 |           |                 |
| 07. | 2000/2001 | čtvrtfinále | Pardubice | 6 : 3 Report    | Vítkovice | (4:3, 1:0, 1:0) |
| Branky Vítkovic 02:27 Marek Ivan, 07:40 Marek Ivan, 09:09 Pavel Selinger |           |             |           |                 |           |                 |
| 08. | 2000/2001 | čtvrtfinále | Vítkovice | 1 : 4 Report    | Pardubice | (1:1, 0:0, 0:3) |
| Branky Vítkovic 08:07 Pavel Selinger |           |             |           |                 |           |                 |
| 09. | 2000/2001 | čtvrtfinále | Vítkovice | 4 : 3 Report    | Pardubice | (3:1, 0:1, 1:1) |
| Branky Vítkovic 04:33 David Pospíšil, 09:08 Roman Kaděra, 17:14 Dmitrij Jerofejev, 46:45 Tomáš Sršeň                                                                              |           |             |           |                 |           |                 |
| 10. | 2000/2001 | čtvrtfinále | Pardubice | 6 : 1 Report    | Vítkovice | (3:1, 3:0, 0:0) |
| Branky Vítkovic 14:29 David Moravec |           |             |           |                 |           |                 |
| 11. | 2000/2001 | čtvrtfinále | Vítkovice | 2 : 1 PP Report | Pardubice | (0:0, 0:1, 1:0) |
| Branky Vítkovic 58:43 Radek Philipp, v prodloužení 61:45 Dmitrij Jerofejev |           |             |           |                 |           |                 |
| 12. | 2000/2001 | čtvrtfinále | Pardubice | 3 : 4 Report    | Vítkovice | (1:2, 1:1, 1:1) |
| Branky Vítkovic 08:34 Zdeněk Pavelek, 12:08 David Moravec, 32:18 Roman Kaděra, 41:08 Martin Procházka                                                                             |           |             |           |                 |           |                 |
| |           |             |           |                 |           |                 |
| 13. | 2009/2010 | finále      | Pardubice | 5 : 1 Report    | Vítkovice | (2:1, 1:0, 2:0) |
| Branky Vítkovic 17:53 Petr Vrána |           |             |           |                 |           |                 |
| 14. | 2009/2010 | finále      | Pardubice | 1 : 0 Report    | Vítkovice | (0:0, 1:0, 0:0) |
| Branky Vítkovic nikdo |           |             |           |                 |           |                 |
| 15. | 2009/2010 | finále      | Vítkovice | 2 : 5 Report    | Pardubice | (1:2, 0:1, 1:2) |
| Branky Vítkovic 04:24 Yorick Treille, 53:26 Petr Vrána |           |             |           |                 |           |                 |
| 16. | 2009/2010 | finále      | Vítkovice | 2 : 3 PP Report | Pardubice | (0:1, 1:0, 1:1) |
| Branky Vítkovic 39:37 Vladimír Sičák, 51:34 Michal Barinka |           |             |           |                 |           |                 |
| |           |             |           |                 |           |                 |
| 17. | 2010/2011 | semifinále  | Vítkovice | 4 : 0 Report    | Pardubice | (1:0, 1:0, 2:0) |
| Branky Vítkovic 19:44 Jiří Burger, 27:32 Rudolf Huna, 45:37 Petr Vrána, 56:01 Jiří Burger                                                                                         |           |             |           |                 |           |                 |
| 18. | 2010/2011 | semifinále  | Vítkovice | 2 : 3 Report    | Pardubice | (0:1, 1:1, 1:1) |
| Branky Vítkovic 27:10 Viktor Ujčík, 59:33 Viktor Ujčík |           |             |           |                 |           |                 |
| 19. | 2010/2011 | semifinále  | Pardubice | 0 : 3 Report    | Vítkovice | (0:0, 0:3, 0:0) |
| Branky Vítkovic 21:06 Rudolf Huna, 37:39 Petr Vrána, 38:38 Viktor Ujčík |           |             |           |                 |           |                 |
| 20. | 2010/2011 | semifinále  | Pardubice | 2 : 3 PP Report | Vítkovice | (0:0, 2:1, 0:1) |
| Branky Vítkovic 36:34 Jakub Bartoň, 57:13 Petr Vrána, v prodloužení 65:48 Petr Vrána                                                                                              |           |             |           |                 |           |                 |
| 21. | 2010/2011 | semifinále  | Vítkovice | 3 : 2 SN Report | Pardubice | (2:0, 0:0, 0:2) |
| Branky Vítkovic 11:21 Petr Vrána, 12:06 Viktor Ujčík, rozhodující SN Jiří Burger                                                                                                  |           |             |           |                 |           |                 |
| |           |             |           |                 |           |                 |
| 22. | 2011/2012 | čtvrtfinále | Pardubice | 5 : 2 Report    | Vítkovice | (0:1, 3:0, 2:1) |
| Branky Vítkovic 05:23 Tomáš Kudělka, 47:34 Jan Káňa |           |             |           |                 |           |                 |
| 23. | 2011/2012 | čtvrtfinále | Pardubice | 2 : 3 SN Report | Vítkovice | (1:0, 1:2, 0:0) |
| Branky Vítkovic 22:04 Viktor Ujčík, 39:19 Jan Káňa, rozhodující SN Viktor Ujčík                                                                                                   |           |             |           |                 |           |                 |
| 24. | 2011/2012 | čtvrtfinále | Vítkovice | 3 : 2 SN Report | Pardubice | (1:0, 0:1, 1:1) |
| Branky Vítkovic 14:16 Viktor Ujčík, 59:50 Juraj Štefanka, rozhodující SN Jiří Burger                                                                                              |           |             |           |                 |           |                 |
| 25. | 2011/2012 | čtvrtfinále | Vítkovice | 2 : 3 Report    | Pardubice | (0:2, 2:1, 0:0) |
| Branky Vítkovic 30:43 Petr Pohl, 38:41 Lukáš Klimek |           |             |           |                 |           |                 |
| 26. | 2011/2012 | čtvrtfinále | Pardubice | 6 : 0 Report    | Vítkovice | (1:0, 2:0, 3:0) |
| Branky Vítkovic nikdo |           |             |           |                 |           |                 |
| 27. | 2011/2012 | čtvrtfinále | Vítkovice | 6 : 1 Report    | Pardubice | (1:0, 4:1, 1:0) |
| Branky Vítkovic hetrik 07:22 Viktor Ujčík, 22:56 Viktor Ujčík, 23:24 Lukáš Klimek, 32:28 Petr Pohl, 39:02 Petr Punčochář, 44:39 Viktor Ujčík                                      |           |             |           |                 |           |                 |
| 28. | 2011/2012 | čtvrtfinále | Pardubice | 5 : 4 PP Report | Vítkovice | (1:2, 1:1, 2:1) |
| Branky Vítkovic 01:53 Adam Sedlák, 15:09 Jiří Burger, 26:56 Roman Szturc, 53:53 Jiří Burger                                                                                       |           |             |           |                 |           |                 |
| |           |             |           |                 |           |                 |
| 29. | 2014/2015 | předkolo    | Vítkovice | 8 : 2 Report    | Pardubice | (1:2, 5:0, 2:0) |
| Branky Vítkovic 17:26 Vladimír Svačina, 21:41 Tomáš Svoboda, 22:32 Roman Szturc, 24:30 Lukáš Klok, 30:06 Tomáš Pastor, 31:40 Tomáš Svoboda, 41:01 Rudolf Huna, 49:20 Roman Szturc |           |             |           |                 |           |                 |
| 30. | 2014/2015 | předkolo    | Vítkovice | 2 : 4 Report    | Pardubice | (0:2, 1:1, 1:1) |
| Branky Vítkovic 27:25 Richard Stehlík, 51:31 Ondřej Roman |           |             |           |                 |           |                 |
| 31. | 2014/2015 | předkolo    | Pardubice | 6 : 3 Report    | Vítkovice | (2:1, 2:2, 2:0) |
| Branky Vítkovic 18:47 Tomáš Pastor, 27:29 Michal Vandas, 30:34 Petr Kolouch |           |             |           |                 |           |                 |
| 32. | 2014/2015 | předkolo    | Pardubice | 5 : 0 Report    | Vítkovice | (0:0, 4:0, 1:0) |
| Branky Vítkovic nikdo |           |             |           |                 |           |                 |
| |           |             |           |                 |           |                 |
| Vítkovice 14x utkání vyhrál, 18x utkánní prohrál Vítkovice 2x sérii vyhrál, 4x sérii prohrál                                                                                      |           |             |           |                 |           |                 |

## Vítkovice - Zlín
| Číslo | Sezona    | Utkání      | Domácí    | Výsledek        | Hosté     | Třetiny         |
| --- | --------- | ----------- | --------- | --------------- | --------- | --------------- |
| 01. | 2001/2002 | semifinále  | Zlín      | 4 : 1 Report    | Vítkovice | (2:0, 1:0, 1:1) |
| Branky Vítkovic 51:47 Zbyněk Irgl |           |             |           |                 |           |                 |
| 02. | 2001/2002 | semifinále  | Vítkovice | 5 : 1 Report    | Zlín      | (4:1, 1:0, 0:0) |
| Branky Vítkovic 08:17 Roman Kaděra, 10:37 Zbyněk Irgl, 14:30 Leoš Čermák, 15:48 Marek Melenovský, 37:05 David Moravec                |           |             |           |                 |           |                 |
| 03. | 2001/2002 | semifinále  | Zlín      | 1 : 2 Report    | Vítkovice | (1:0, 0:0, 0:2) |
| Branky Vítkovic 44:32 Daniel Seman, 56:50 Ivan Padělek                                                                               |           |             |           |                 |           |                 |
| 04. | 2001/2002 | semifinále  | Vítkovice | 5 : 2 Report    | Zlín      | (0:0, 3:0, 2:2) |
| Branky Vítkovic 23:31 Ivan Padělek, 28:50 Jiří Burger, 31:43 Roman Kaděra                                                            |           |             |           |                 |           |                 |
| |           |             |           |                 |           |                 |
| 05. | 2004/2005 | semifinále  | Zlín      | 2 : 3 SN Report | Vítkovice | (1:1, 1:0, 0:1) |
| Branky Vítkovic 15:45 Jiří Burger, 59:32 Pavel Kubina, rozhodující SN Zbyněk Irgl                                                    |           |             |           |                 |           |                 |
| 06. | 2004/2005 | semifinále  | Zlín      | 4 : 2 Report    | Vítkovice | (1:0, 2:1, 1:1) |
| Branky Vítkovic 23:30 Marek Černošek, 50:54 Juraj Štefanka                                                                           |           |             |           |                 |           |                 |
| 07. | 2004/2005 | semifinále  | Vítkovice | 3 : 2 PP Report | Zlín      | (1:2, 0:0, 1:0) |
| Branky Vítkovic 04:20 Stanislav Hudec, 44:45 Roman Šimíček, v prodloužení 66:57 Vladimír Vůjtek                                      |           |             |           |                 |           |                 |
| 08. | 2004/2005 | semifinále  | Vítkovice | 3 : 1 Report    | Zlín      | (0:1, 2:0, 1:0) |
| Branky Vítkovic 22:01 Ivan Padělek, 33:07 Jiří Burger, 58:22 Pavel Kubina                                                            |           |             |           |                 |           |                 |
| 09. | 2004/2005 | semifinále  | Zlín      | 5 : 2 Report    | Vítkovice | (2:2, 0:0, 3:0) |
| Branky Vítkovic 04:57 Václav Varaďa, 14:14 Ivan Padělek                                                                              |           |             |           |                 |           |                 |
| 10. | 2004/2005 | semifinále  | Vítkovice | 3 : 4 SN Report | Zlín      | (1:1, 1:2, 1:0) |
| Branky Vítkovic 07:27 Stanislav Hudec, 36:32 Marek Černošek, 51:57 Juraj Štefanka                                                    |           |             |           |                 |           |                 |
| 11. | 2004/2005 | semifinále  | Zlín      | 4 : 1 Report    | Vítkovice | (0:0, 1:1, 3:0) |
| Branky Vítkovic 29:19 Václav Varaďa                                                                                                  |           |             |           |                 |           |                 |
| |           |             |           |                 |           |                 |
| 12. | 2012/2013 | čtvrtfinále | Zlín      | 3 : 1 Report    | Vítkovice | (0:0, 2:0, 1:1) |
| Branky Vítkovic 45:49 Vladimír Svačina                                                                                               |           |             |           |                 |           |                 |
| 13. | 2012/2013 | čtvrtfinále | Zlín      | 2 : 1 Report    | Vítkovice | (0:1, 1:0, 1:0) |
| Branky Vítkovic 05:14 Jiří Burger |           |             |           |                 |           |                 |
| 14. | 2012/2013 | čtvrtfinále | Vítkovice | 4 : 3 Report    | Zlín      | (0:1, 0:2, 4:0) |
| Branky Vítkovic 41:20 Ondřej Roman, 49:00 Peter Húževka, 51:57 Rudolf Huna, 57:38 Ondřej Roman                                       |           |             |           |                 |           |                 |
| 15. | 2012/2013 | čtvrtfinále | Vítkovice | 5 : 4 PP Report | Zlín      | (0:1, 3:1, 1:2) |
| Branky Vítkovic 27:14 Peter Húževka, 32:41 Vladimír Svačina, 37:18 Ondřej Roman, 59:20 Petr Strapáč, v prodloužení 63:08 Jiří Burger |           |             |           |                 |           |                 |
| 16. | 2012/2013 | čtvrtfinále | Zlín      | 4 : 0 Report    | Vítkovice | (0:0, 4:0, 0:0) |
| Branky Vítkovic nikdo |           |             |           |                 |           |                 |
| 17. | 2012/2013 | čtvrtfinále | Vítkovice | 0 : 1 Report    | Zlín      | (0:0, 0:0, 0:1) |
| Branky Vítkovic nikdo |           |             |           |                 |           |                 |
| |           |             |           |                 |           |                 |
| Vítkovice 8x utkání vyhrál, 9x utkání prohrál Vítkovice 1x sérii vyhrál, 2x sérii prohrál                                            |           |             |           |                 |           |                 |

## Vítkovice - Slavia Praha
| Číslo | Sezona    | Utkání      | Domácí       | Výsledek     | Hosté        | Třetiny         |
| --- | --------- | ----------- | ------------ | ------------ | ------------ | --------------- |
| 01. | 2008/2009 | čtvrtfinále | Slavia Praha | 1 : 5 Report | Vítkovice    | (0:0, 1:2, 0:3) |
| Branky Vítkovic 21:50 Marek Kvapil, 29:42 Petr Jurečka, 42:54 Vladimír Svačina, 50:51 Marek Kvapil, 52:43 Lukáš Krenželok                                          |           |             |              |              |              |                 |
| 02. | 2008/2009 | čtvrtfinále | Slavia Praha | 3 : 2 Report | Vítkovice    | (2:0, 1:1, 0:1) |
| Branky Vítkovic 32:09 Lukáš Klimek, 59:29 Petr Kuboš |           |             |              |              |              |                 |
| 03. | 2008/2009 | čtvrtfinále | Vítkovice    | 2 : 1 Report | Slavia Praha | (1:0, 1:0, 0:1) |
| Branky Vítkovic 02:14 Vladimír Svačina, 34:20 Radim Hruška |           |             |              |              |              |                 |
| 04. | 2008/2009 | čtvrtfinále | Vítkovice    | 7 : 2 Report | Slavia Praha | (0:0, 4:2, 3:0) |
| Branky Vítkovic 20:18 Lukáš Krenželok, 20:40 Václav Varaďa, 24:16 Radim Hruška, 35:53 Vladimír Svačina, 40:39 Petr Hubáček, 44:27 Marek Kvapil, 54:15 Petr Jurečka |           |             |              |              |              |                 |
| 05. | 2008/2009 | čtvrtfinále | Slavia Praha | 5 : 3 Report | Vítkovice    | (2:1, 1:2, 2:0) |
| Branky Vítkovic 12:49 Václav Varaďa, 24:26 Petr Hubáček, 28:57 Juraj Štefanka                                                                                      |           |             |              |              |              |                 |
| 06. | 2008/2009 | čtvrtfinále | Vítkovice    | 3 : 7 Report | Slavia Praha | (1:2, 1:1, 1:4) |
| Branky Vítkovic 18:46 Viktor Ujčík, 32:22 Juraj Štefanka, 51:46 Petr Hubáček                                                                                       |           |             |              |              |              |                 |
| 07. | 2008/2009 | čtvrtfinále | Slavia Praha | 2 : 1 Report | Vítkovice    | (0:0, 0:1, 2:0) |
| Branky Vítkovic 29:13 Marek Kvapil |           |             |              |              |              |                 |
| |           |             |              |              |              |                 |
| 08. | 2009/2010 | semifinále  | Vítkovice    | 7 : 2 Report | Slavia Praha | (2:1, 1:1, 4:0) |
| Branky Vítkovic 04:23 Lukáš Krenželok, 04:40 Denis Rehák, 26:04 Roman Szturc, 40:33 Juraj Štefanka, 50:02 Denis Rehák, 57:10 Juraj Štefanka, 58:04 Petr Vrána      |           |             |              |              |              |                 |
| 09. | 2009/2010 | semifinále  | Vítkovice    | 3 : 1 Report | Slavia Praha | (0:0, 1:1, 2:0) |
| Branky Vítkovic 22:28 Radim Hruška, 47:39 Yorick Treille, 59:56 Juraj Štefanka                                                                                     |           |             |              |              |              |                 |
| 10. | 2009/2010 | semifinále  | Slavia Praha | 5 : 3 Report | Vítkovice    | (3:2, 1:1, 1:0) |
| Branky Vítkovic 02:54 Jiří Burger, 04:08 Juraj Štefanka, 26:22 Viktor Ujčík                                                                                        |           |             |              |              |              |                 |
| 11. | 2009/2010 | semifinále  | Slavia Praha | 3 : 4 Report | Vítkovice    | (1:1, 2:1, 0:2) |
| Branky Vítkovic 11:43 Michal Barinka, 28:24 Roman Szturc, 49:31 Juraj Štefanka, 58:52 Radim Hruška                                                                 |           |             |              |              |              |                 |
| 12. | 2009/2010 | semifinále  | Vítkovice    | 3 : 1 Report | Slavia Praha | (1:0, 1:0, 1:1) |
| Branky Vítkovic 05:59 Viktor Ujčík, 38:02 Richard Stehlík, 53:22 Viktor Ujčík                                                                                      |           |             |              |              |              |                 |
| |           |             |              |              |              |                 |
| Vítkovice 7x utkání vyhrál, 5x utkání prohrál Vítkovice 1x sérii vyhrál, 1x sérii prohrál                                                                          |           |             |              |              |              |                 |

## Vítkovice - Plzeň
| Číslo | Sezona    | Utkání      | Domácí    | Výsledek        | Hosté     | Třetiny         |
| --- | --------- | ----------- | --------- | --------------- | --------- | --------------- |
| 01. | 2001/2002 | čtvrtfinále | Plzeň     | 2 : 1 Report    | Vítkovice | (0:0, 0:1, 2:0) |
| Branky Vítkovic 33:36 Radim Tesařík |           |             |           |                 |           |                 |
| 02. | 2001/2002 | čtvrtfinále | Plzeň     | 1 : 4 Report    | Vítkovice | (1:1, 0:2, 0:1) |
| Branky Vítkovic 07:40 Daniel Seman, 34:46 Aleš Padělek, 36:08 Roman Kaděra, 56:06 David Moravec |           |             |           |                 |           |                 |
| 03. | 2001/2002 | čtvrtfinále | Vítkovice | 2 : 3 Report    | Plzeň     | (1:0, 1:3, 0:0) |
| Branky Vítkovic 19:21 Radim Tesařík, 24:17 Radim Tesařík |           |             |           |                 |           |                 |
| 04. | 2001/2002 | čtvrtfinále | Vítkovice | 9 : 1 Report    | Plzeň     | (3:0, 4:0, 2:1) |
| Branky Vítkovic 01:21 Roman Kaděra, 09:22 Jan Výtisk, 15:07 Petr Jurečka, 25:20 David Moravec, 27:40 David Moravec, 31:10 Daniel Zápotočný, 36:28 Jiří Burger, 45:21 Petr Jurečka, 47:23 Zbyněk Irgl |           |             |           |                 |           |                 |
| 05. | 2001/2002 | čtvrtfinále | Plzeň     | 2 : 5 Report    | Vítkovice | (0:1, 2:2, 0:2) |
| Branky Vítkovic 13:46 Daniel Seman, 21:44 Petr Jurečka, 38:30 Ivan Padělek, 52:53 Leoš Čermák, 56:15 Jiří Burger                                                                                     |           |             |           |                 |           |                 |
| 06. | 2001/2002 | čtvrtfinále | Vítkovice | 4 : 2 Report    | Plzeň     | (1:1, 1:0, 2:1) |
| Branky Vítkovic 10:22 Lukáš Galvas, 31:40 David Moravec, 44:11 Zbyněk Irgl, 59:01 David Moravec |           |             |           |                 |           |                 |
| |           |             |           |                 |           |                 |
| 07. | 2016/2017 | předkolo    | Vítkovice | 3 : 1 Report    | Plzeň     | (1:0, 1:1, 1:0) |
| Branky Vítkovic 03:06 Petr Kolouch, 23:09 Marek Hrbas, 58:59 Karol Sloboda |           |             |           |                 |           |                 |
| 08. | 2016/2017 | předkolo    | Vítkovice | 3 : 2 PP Report | Plzeň     | (0:1, 0:1, 2:0) |
| Branky Vítkovic 49:17 Erik Němec, 51:58 Jan Výtisk, v prodloužení 60:09 Patrik Zdráhal |           |             |           |                 |           |                 |
| 09. | 2016/2017 | předkolo    | Plzeň     | 5 : 3 Report    | Vítkovice | (2:0, 3:2, 0:1) |
| Branky Vítkovic 21:51 Stanislav Balán, 34:35 Ondřej Roman, 52:41 Lukáš Kucsera |           |             |           |                 |           |                 |
| 10. | 2016/2017 | předkolo    | Plzeň     | 5 : 2 Report    | Vítkovice | (2:0, 1:1, 2:1) |
| Branky Vítkovic 38:33 Lukáš Kucsera, 55:42 Jan Výtisk |           |             |           |                 |           |                 |
| 11. | 2016/2017 | předkolo    | Vítkovice | 1 : 2 PP Report | Plzeň     | (0:0, 0:1, 1:0) |
| Branky Vítkovic 45:43 Lukáš Kucsera |           |             |           |                 |           |                 |
| |           |             |           |                 |           |                 |
| Vítkovice 6x utkání vyhrál, 5x utkání prohrál Vítkovice 1x sérii vyhrál, 1x sérii prohrál |           |             |           |                 |           |                 |

## Vítkovice - České Budějovice
| Číslo | Sezona    | Utkání      | Domácí           | Výsledek        | Hosté            | Třetiny         |
| --- | --------- | ----------- | ---------------- | --------------- | ---------------- | --------------- |
| 01. | 2010/2011 | čtvrtfinále | České Budějovice | 1 : 3 Report    | Vítkovice        | (0:0, 0:2, 1:1) |
| Branky Vítkovic 22:50 Viktor Ujčík, 36:15 Petr Pohl, 59:14 Petr Pohl                                                |           |             |                  |                 |                  |                 |
| 02. | 2010/2011 | čtvrtfinále | České Budějovice | 5 : 0 Report    | Vítkovice        | (0:0, 2:0, 3:0) |
| Branky Vítkovic nikdo                                                                                               |           |             |                  |                 |                  |                 |
| 03. | 2010/2011 | čtvrtfinále | Vítkovice        | 3 : 0 Report    | České Budějovice | (0:0, 1:0, 2:0) |
| Branky Vítkovic 38:22 Viktor Ujčík, 43:58 Petr Vrána, 48:19 Peter Húževka                                           |           |             |                  |                 |                  |                 |
| 04. | 2010/2011 | čtvrtfinále | Vítkovice        | 1 : 3 Report    | České Budějovice | (0:1, 0:1, 1:1) |
| Branky Vítkovic 50:49 Lukáš Klimek                                                                                  |           |             |                  |                 |                  |                 |
| 05. | 2010/2011 | čtvrtfinále | Vítkovice        | 3 : 2 SN Report | České Budějovice | (0:1, 2:1, 0:0) |
| Branky Vítkovic 28:19 Jiří Burger, 38:14 Jan Káňa, rozhodující SN Viktor Ujčík                                      |           |             |                  |                 |                  |                 |
| 06. | 2010/2011 | čtvrtfinále | České Budějovice | 0 : 2 Report    | Vítkovice        | (0:2, 0:0, 0:0) |
| Branky Vítkovic 12:13 Lubomír Vosátko, 19:33 Marek Malík                                                            |           |             |                  |                 |                  |                 |
| |           |             |                  |                 |                  |                 |
| 07. | 2012/2013 | předkolo    | České Budějovice | 3 : 0 Report    | Vítkovice        | (1:0, 1:0, 1:0) |
| Branky Vítkovic nikdo                                                                                               |           |             |                  |                 |                  |                 |
| 08. | 2012/2013 | předkolo    | České Budějovice | 0 : 4 Report    | Vítkovice        | (0:1, 0:2, 0:1) |
| Branky Vítkovic 15:13 Denis Rehák, 21:05 Petr Strapáč, 35:59 Jan Káňa, 41:23 Rudolf Huna                            |           |             |                  |                 |                  |                 |
| 09. | 2012/2013 | předkolo    | Vítkovice        | 1 : 2 Report    | České Budějovice | (0:0, 0:1, 1:1) |
| Branky Vítkovic 56:10 Jan Káňa                                                                                      |           |             |                  |                 |                  |                 |
| 10. | 2012/2013 | předkolo    | Vítkovice        | 5 : 1 Report    | České Budějovice | (2:0, 2:0, 1:1) |
| Branky Vítkovic 06:40 Jiří Burger, 13:22 Rudolf Huna, 32:53 Vladimír Svačina, 39:40 Rudolf Huna, 53:22 Roman Szturc |           |             |                  |                 |                  |                 |
| 11. | 2012/2013 | předkolo    | České Budějovice | 2 : 3 PP Report | Vítkovice        | (1:1, 1:1, 0:0) |
| Branky Vítkovic 11:22 Petr Strapáč, 31:21 Jan Káňa, v prodloužení 113:51 Peter Húževka                              |           |             |                  |                 |                  |                 |
| |           |             |                  |                 |                  |                 |
| Vítkovice 7x utkání vyhrál, 4x utkání prohrál Vítkovice 2x sérii vyhrál, 0x sérii prohrál                           |           |             |                  |                 |                  |                 |

## Vítkovice - Litvínov
| Číslo | Sezona    | Utkání      | Domácí    | Výsledek     | Hosté     | Třetiny         |
| --- | --------- | ----------- | --------- | ------------ | --------- | --------------- |
| 01. | 1997/1998 | čtvrtfinále | Vítkovice | 5 : 2 Report | Litvínov  | (0:1, 2:1, 3:0) |
| Branky Vítkovic 24:53 Luděk Krayzel, 31:10 Alexander Prokopjev, 54:06 Luděk Krayzel, 57:39 Alexander Čerbajev, 59:01 David Moravec                               |           |             |           |              |           |                 |
| 02. | 1997/1998 | čtvrtfinále | Vítkovice | 6 : 5 Report | Litvínov  | (1:1, 2:3, 3:1) |
| Branky Vítkovic 11:20 Aleš Krátoška, 27:03 David Moravec, 33:50 Alexander Čerbajev, 48:06 Alexander Prokopjev, 50:17 Dmitrij Jerofejev, 57:07 Alexander Čerbajev |           |             |           |              |           |                 |
| 03. | 1997/1998 | čtvrtfinále | Litvínov  | 2 : 0 Report | Vítkovice | (0:0, 1:0, 1:0) |
| Branky Vítkovic nikdo |           |             |           |              |           |                 |
| 04. | 1997/1998 | čtvrtfinále | Litvínov  | 3 : 4 Report | Vítkovice | (1:2, 2:2, 0:0) |
| Branky Vítkovic 03:16 Alexander Prokopjev, 15:17 Luděk Krayzel, 27:59 Vítězslav Škuta, 35:39 Martin Kotásek                                                      |           |             |           |              |           |                 |
| |           |             |           |              |           |                 |
| Vítkovice 3x utkání vyhrál, 1x utkánní prohrál Vítkovice 1x sérii vyhrál, 0x sérii prohrál                                                                       |           |             |           |              |           |                 |

## Vítkovice - Znojmo
| Číslo                                                                                     | Sezona    | Utkání      | Domácí    | Výsledek        | Hosté     | Třetiny         |
| ----------------------------------------------------------------------------------------- | --------- | ----------- | --------- | --------------- | --------- | --------------- |
| 01.                                                                                       | 2005/2006 | čtvrtfinále | Vítkovice | 1 : 2 PP Report | Znojmo    | (0:0, 1:0, 0:1) |
| Branky Vítkovic 16:06 Roman Šimíček                                                       |           |             |           |                 |           |                 |
| 02.                                                                                       | 2005/2006 | čtvrtfinále | Vítkovice | 3 : 1 Report    | Znojmo    | (2:0, 0:1, 1:0) |
| Branky Vítkovic 03:15 Stanislav Jasečko, 10:39 Zbyněk Irgl, 58:50 Vladimír Vůjtek         |           |             |           |                 |           |                 |
| 03.                                                                                       | 2005/2006 | čtvrtfinále | Znojmo    | 1 : 3 Report    | Vítkovice | (0:0, 1:2, 0:1) |
| Branky Vítkovic 35:32 Zbyněk Irgl, 37:01 Pavel Šebesta, 54:57 Zbyněk Irgl                 |           |             |           |                 |           |                 |
| 04.                                                                                       | 2005/2006 | čtvrtfinále | Znojmo    | 3 : 1 Report    | Vítkovice | (1:0, 2:0, 0:1) |
| Branky Vítkovic 44:56 Petr Hubáček                                                        |           |             |           |                 |           |                 |
| 05.                                                                                       | 2005/2006 | čtvrtfinále | Vítkovice | 0 : 2 Report    | Znojmo    | (0:1, 0:1, 0:0) |
| Branky Vítkovic nikdo                                                                     |           |             |           |                 |           |                 |
| 06.                                                                                       | 2005/2006 | čtvrtfinále | Znojmo    | 4 : 1 Report    | Vítkovice | (1:0, 0:1, 3:0) |
| Branky Vítkovic 39:30 Petr Jurečka                                                        |           |             |           |                 |           |                 |
|                                                                                           |           |             |           |                 |           |                 |
| Vítkovice 2x utkání vyhrál, 4x utkání prohrál Vítkovice 0x sérii vyhrál, 1x sérii prohrál |           |             |           |                 |           |                 |

## Vítkovice - Brno
| Číslo                                                                                                  | Sezona    | Utkání      | Domácí    | Výsledek        | Hosté     | Třetiny               |
| --- | --------- | ----------- | --------- | --------------- | --------- | --------------------- |
| 01. | 2017/2018 | čtvrtfinále | Vítkovice | 2 : 3 PP Report | Brno      | (1:1, 1:1, 0:0)       |
| Branky Vítkovic 02:37 Ondřej Roman, 39:46 Ivan Baranka                                                 |           |             |           |                 |           |                       |
| 02. | 2017/2018 | čtvrtfinále | Vítkovice | 2 : 3 Report    | Brno      | (1:0, 0:2, 1:1)       |
| Branky Vítkovic 13:13 Jakub Lev, 55:35 Ondřej Roman                                                    |           |             |           |                 |           |                       |
| 03. | 2017/2018 | čtvrtfinále | Brno      | 4 : 0 Report    | Vítkovice | (3:0, 1:0, 0:0)       |
| Branky Vítkovic nikdo                                                                                  |           |             |           |                 |           |                       |
| 04. | 2017/2018 | čtvrtfinále | Brno      | 3 : 1 Report    | Vítkovice | (0:1, 1:0, 2:0)       |
| Branky Vítkovic 13:21 Peter Trška                                                                      |           |             |           |                 |           |                       |
| |           |             |           |                 |           |                       |
| 05. | 2020/2021 | předkolo    | Vítkovice | 2 : 1 PP Report | Brno      | (0:0, 1:0, 0:1 - 1:0) |
| Branky Vítkovic38:58 Lukáš Kovář, 60:16 Dominik Lakatoš                                                |           |             |           |                 |           |                       |
| 06. | 2020/2021 | předkolo    | Vítkovice | 2 : 1 Report    | Brno      | (1:0, 1:0, 0:1)       |
| Branky Vítkovic09:36 Alexandre Mallet, 31:26 Vladimír Svačina                                          |           |             |           |                 |           |                       |
| 07. | 2020/2021 | předkolo    | Brno      | 2 : 1 PP Report | Vítkovice | (0:0, 0:0, 1:1 - 1:0) |
| Branky Vítkovic 50:19 Jan Hruška                                                                       |           |             |           |                 |           |                       |
| 08. | 2020/2021 | předkolo    | Brno      | 2 : 1 PP Report | Vítkovice | (0:1, 0:0, 1:0 - 1:0) |
| Branky Vítkovic 10:04 Marek Kalus                                                                      |           |             |           |                 |           |                       |
| 09. | 2020/2021 | předkolo    | Vítkovice | 1 : 3 Report    | Brno      | (1:1, 0:1, 0:1)       |
| Branky Vítkovic 17:13 Petr Fridrich                                                                    |           |             |           |                 |           |                       |
| 10. | 2022/2023 | čtvrtfinále | Vítkovice | 3 : 2 Report    | Brno      | (2:0, 0:1, 1:1)       |
| Branky Vítkovic13:33 Roberts Bukarts, 14:08 Jakub Kotala, 43:43 Peter Mueller                          |           |             |           |                 |           |                       |
| 11. | 2022/2023 | čtvrtfinále | Vítkovice | 0 : 3 Report    | Brno      | (0:0, 0:1, 0:2)       |
| Branky Vítkovic nikdo                                                                                  |           |             |           |                 |           |                       |
| 12. | 2022/2023 | čtvrtfinále | Brno      | 1 : 4 Report    | Vítkovice | (1:2, 0:0, 0:2)       |
| Branky Vítkovic 09:26 Jakub Kotala, 16:35 Petr Fridrich, 44:25 Lukáš Krenželok, 58:38 Marek Kalus      |           |             |           |                 |           |                       |
| 13. | 2022/2023 | čtvrtfinále | Brno      | 2 : 1 Report    | Vítkovice | (1:0, 1:1, 0:0)       |
| Branky Vítkovic 26:02 Willie Raskob                                                                    |           |             |           |                 |           |                       |
| 14. | 2022/2023 | čtvrtfinále | Vítkovice | 1 : 0 Report    | Brno      | (0:0, 0:0, 1:0)       |
| Branky Vítkovic 46:21 Peter Mueller                                                                    |           |             |           |                 |           |                       |
| 15. | 2022/2023 | čtvrtfinále | Brno      | 3 : 4 PP Report | Vítkovice | (0:1, 2:1, 1:1 — 0:1) |
| Branky Vítkovic 06:52 Roberts Bukarts, 39:20 Roberts Bukarts, 41:42 Jakub Stehlík, 76:22 Peter Mueller |           |             |           |                 |           |                       |
| |           |             |           |                 |           |                       |
| Vítkovice 6x utkání vyhrál, 9x utkání prohrál Vítkovice 1x sérii vyhrál, 2x sérii prohrál              |           |             |           |                 |           |                       |

## Vítkovice - Olomouc
| Číslo                                                                                                | Sezona    | Utkání   | Domácí    | Výsledek        | Hosté     | Třetiny               |
| --- | --------- | -------- | --------- | --------------- | --------- | --------------------- |
| 01.                                                                                                  | 2021/2022 | předkolo | Vítkovice | 4 : 3 PP Report | Olomouc   | (1:0, 1:2, 1:1 - 1:0) |
| Branky Vítkovic 16:06 Jan Hruška, 34:49 Tobias Lindberg, 58:39 Jan Hruška, 72:07 Marek Kalus         |           |          |           |                 |           |                       |
| 02.                                                                                                  | 2021/2022 | předkolo | Vítkovice | 1 : 3 Report    | Olomouc   | (1:2, 0:1, 0:0)       |
| Branky Vítkovic 09:00 Samuel Bitten                                                                  |           |          |           |                 |           |                       |
| 03.                                                                                                  | 2021/2022 | předkolo | Olomouc   | 3 : 2 Report    | Vítkovice | (1:0, 1:1, 1:1)       |
| Branky Vítkovic 35:26 Alexej Solovjev, 52:38 Karel Plášil                                            |           |          |           |                 |           |                       |
| 04.                                                                                                  | 2021/2022 | předkolo | Olomouc   | 3 : 4 Report    | Vítkovice | (1:0, 1:1, 1:3)       |
| Branky Vítkovic 31:38 Jan Bernovský, 47:57 Marek Kalus, 48:37 Dominik Lakatoš, 53:24 Tobias Lindberg |           |          |           |                 |           |                       |
| 05.                                                                                                  | 2021/2022 | předkolo | Vítkovice | 3 : 1 Report    | Olomouc   | (1:1, 0:0, 2:0)       |
| Branky Vítkovic 07:50 Petr Fridrich, 42:01 Robert Flick, 59:59 Lukáš Krenželok                       |           |          |           |                 |           |                       |
| |           |          |           |                 |           |                       |
| Vítkovice 3x utkání vyhrál, 2x utkání prohrál Vítkovice 1x sérii vyhrál, 0x sérii prohrál            |           |          |           |                 |           |                       |

## Vítkovice - Mountfield HK
| Číslo                                                                                          | Sezona    | Utkání     | Domácí        | Výsledek        | Hosté         | Třetiny                     |
| ---------------------------------------------------------------------------------------------- | --------- | ---------- | ------------- | --------------- | ------------- | --------------------------- |
| 01.                                                                                            | 2022/2023 | semifinále | Vítkovice     | 0 : 1 SN Report | Mountfield HK | (0:0, 0:0, 0:0 - 0:0 - 0:1) |
| Branky Vítkovic nikdo                                                                          |           |            |               |                 |               |                             |
| 02.                                                                                            | 2022/2023 | semifinále | Vítkovice     | 2 : 3 PP Report | Mountfield HK | (0:0, 0:0, 2:2 - 0:1)       |
| Branky Vítkovic 45:57 Dominik Lakatoš, 49:56 Patrik Koch                                       |           |            |               |                 |               |                             |
| 03.                                                                                            | 2022/2023 | semifinále | Mountfield HK | 4 : 2 Report    | Vítkovice     | (2:1, 0:0, 2:1)             |
| Branky Vítkovic 19:49 Marek Kalus, 50:35 Peter Krieger                                         |           |            |               |                 |               |                             |
| 04.                                                                                            | 2022/2023 | semifinále | Mountfield HK | 1 : 2 Report    | Vítkovice     | (0:1, 1:1, 0:0)             |
| Branky Vítkovic 15:51 Rastislav Dej, 26:39 Rastislav Dej                                       |           |            |               |                 |               |                             |
| 05.                                                                                            | 2022/2023 | semifinále | Vítkovice     | 3 : 2 PP Report | Mountfield HK | (0:2, 1:0, 1:0 - 1:0)       |
| Branky Vítkovic 25:38 Marek Kalus, 46:44 Dominik Lakatoš, 98:59 Patrik Koch                    |           |            |               |                 |               |                             |
| 06.                                                                                            | 2022/2023 | semifinále | Mountfield HK | 1 : 2 PP Report | Vítkovice     | (0:1, 0:0, 1:0 - 0:1)       |
| Branky Vítkovic 10:44 Peter Krieger, 138:51 Dominik Lakatoš                                    |           |            |               |                 |               |                             |
| 07.                                                                                            | 2022/2023 | semifinále | Vítkovice     | 1 : 2 PP Report | Mountfield HK | (0:0, 1:1, 0:0 - 0:1)       |
| Branky Vítkovic 30:59 Marek Kalus                                                              |           |            |               |                 |               |                             |
|                                                                                                |           |            |               |                 |               |                             |
| Vítkovice 3x utkání vyhrál, 4x utkánní prohrál Mountfield HK 0x sérii vyhrál, 1x sérii prohrál |           |            |               |                 |               |                             |